# Michel Roche
Michel Jacques Germain Pierre Roche (ur. 8 września 1939 w Brunoy, zm. 11 czerwca 2004 w Fontainebleau) – francuski jeździec sportowy. Złoty medalista olimpijski z Montrealu.
Sukcesy odnosił w skokach przez przeszkody. Igrzyska w 1976 były jego jedyną olimpiadą. Triumfował w konkursie drużynowym. Startował na koniu Un Espoir. W skład francuskiej reprezentacji wchodzili również Hubert Parot, Marcel Rozier i Marc Roguet.